# Chris Ashton
Chris Ashton (ur. 29 marca 1987 r. w Wigan) – angielski rugbysta uprawiający początkowo rugby league, a od 2007 roku rugby union. Reprezentant kraju zarówno w odmianie trzynasto-, jak i piętnastoosobowej; uczestnik Pucharu Świata w Rugby (union) w 2011 roku.

## Rugby league

### Kariera klubowa
Ashton jest absolwentem St John Fisher Catholic High School, sportowo zaś wywodzi się ze szkółki Wigan Warriors, gdzie w 2003 roku grał w drużynie do lat 18. W juniorach zdobył 27 przyłożeń w 23 meczach. Występował przeważnie na pozycji obrońcy, a niekiedy także skrzydłowego.
Debiut w pierwszej drużynie zaliczył 10 czerwca 2005 roku przeciw Hull F.C., zaś w podstawowym składzie po raz pierwszy pojawił się 18 września 2005 roku w kończącym sezon zasadniczy meczu przeciw Huddersfield Giants. 18-letni Ashton zdobył wówczas dwa przyłożenia, a jego drużyna zwyciężyła 36–22. W kolejnych dwóch sezonach (2006 i 2007) wystąpił w 50 meczach Warriors, zdobywając w nich 26 przyłożeń. W sezonie 2006 był najlepiej punktującym zawodnikiem drużyny, nawet pomimo faktu, że miejsce w składzie wywalczył sobie jedynie ze względu na kontuzję Krisa Radlinskiego. Ostatni mecz w barwach Warriors rozegrał 5 sierpnia 2007 roku przeciwko Warrington Wolves.

### Kariera reprezentacyjna
Ashton w 2004 roku wystąpił w reprezentacji Anglii do lat 18 podczas spotkań rozgrywanych w Australii.
Choć niektórzy krytykowali jego przeciętne, jak na obrońcę, zdolności defensywne, w 2006 roku trafił do seniorskiej reprezentacji Anglii. W drużynie narodowej wystąpił czterokrotnie, zdobywając trzy przyłożenia. Na owe cztery mecze złożyły się spotkania Federation Shield przeciwko Francji, Samoa oraz Tonga (dwa).

## Rugby union

### Kariera klubowa

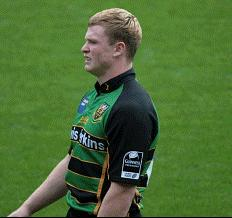
Ashton podczas debiutanckiego meczu w barwach Northampton

19 marca 2007 roku Ashton ogłosił, że zamierza zmienić odmianę na rugby union i dołączyć do rozgrywającego swoje mecze w English Premiership zespołu Northampton Saints. Wigan Warriors przystali ostatecznie na przedwczesne rozwiązanie kontraktu swojego zawodnika. Jednak pojawiły się również informacje, że kwota, jaką Ashton miał otrzymywać w Northampton (140 tys. funtów rocznie) dwukrotnie przewyższała ofertę, jaką mogli mu złożyć Warriors. Pomimo zainteresowania ze strony Leicester Tigers oraz London Irish, podpisał trzyletni kontrakt z Northampton Saints.
1 września 2007 roku zadebiutował w National Division One (Northampton spadło z Premiership) w meczu przeciw London Welsh. Ashton pojawił się na boisku w drugiej połowie i już w swoim pierwszym kontakcie z piłką zdobył premierowe przyłożenie. Ostatecznie w całym sezonie 39 razy meldował się z piłką w polu punktowym, czym ustanowił rekord tych rozgrywek. Saints z kompletem 30 zwycięstw pewnie awansowali do Premiership. W kolejnym sezonie ugruntował swoją pozycję w zespole, zostając najlepiej punktującym zawodnikiem kolejnej edycji Europejskiego Pucharu Challenge. Choć Saints zostali zwycięzcami tej rywalizacji, to Ashton nie wystąpił w meczu finałowym z Bourgoin-Jallieu.
Na początek sezonu 2009/2010 przypadł absolutny szczyt formy angielskiego skrzydłowego. W 16 kolejnych meczach we wszystkich rozgrywkach zanotował 15 przyłożeń. Sezon ligowy Ashton zakończył z wynikiem 16 przyłożeń zdobytych w 20 meczach, wliczając w to hat-tricki z Gloucester Rugby i Newcastle Falcons. Był to najlepszy wynik od przeszło 10 lat i drugi w historii (po 17 przyłożeniach Dominika Chapmana w sezonie 1997/1998). Dalszych siedem przyłożeń uzyskał w Pucharze Heinekena i Pucharze Anglo-Waljskim. Dzięki tym wynikom zdobył tytuł Zawodnika Roku w Premiership.
W sezonie 2011/2012 Ashton był drugim najczęściej przykładającym w lidze, choć z powodu Pucharu Świata i przygotowań do niego, zagrał w zaledwie 12 meczach Świętych.
W styczniu 2012 roku ogłoszono, że Ashton podpisał długoterminowy kontrakt z mistrzami z 2011 roku, Saracens F.C..

### Kariera reprezentacyjna

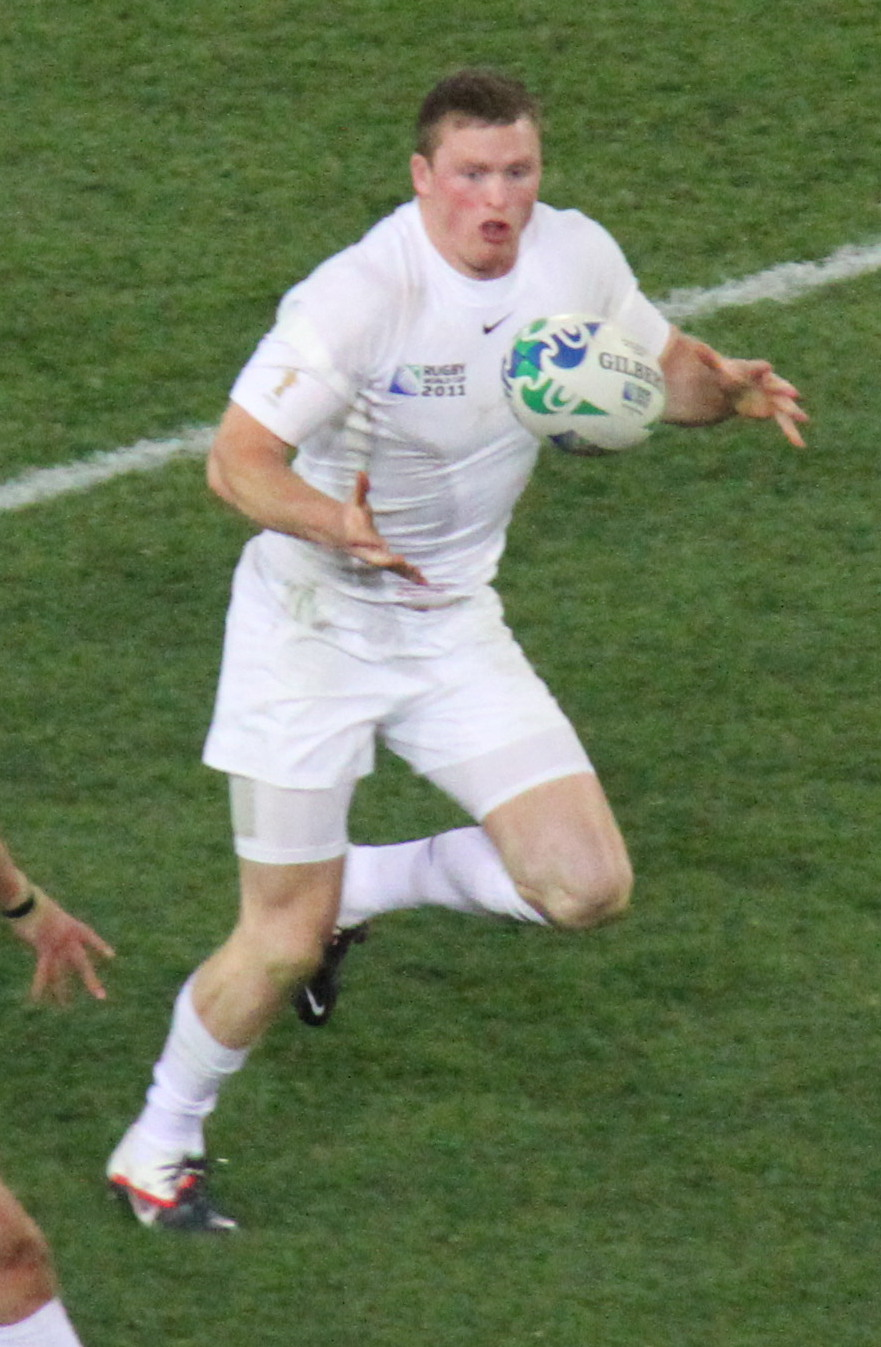
Ashton podczas Pucharu Świata (2011)

Niezwykle wysoka forma na zapleczu ekstraklasy piętnastek w 2008 roku, zaowocowała powołaniem do drużyny England Saxons (drugiej reprezentacji Anglii).
Wybitne osiągnięcia uzyskiwane w sezonie 2009/2010 dała Ashtonowi powołanie do pierwszej reprezentacji przez selekcjonera Martina Johnsona. Zadebiutował w meczu Pucharu Sześciu Narodów przeciw Francji 20 marca 2010 roku. W listopadzie tego samego roku, w meczu z Australią na Twickenham zdobył przyłożenie, po tym jak przebiegł z piłką niemal całą długość boiska (ok. 85 metrów), wyprzedzając przy tym kilku rywali.
Pół roku później, podczas dwóch pierwszych meczów Pucharu Sześciu Narodów 2011 (z Walią i Włochami) zdobył sześć przyłożeń, co pozwoliło mu zająć pierwsze miejsce w klasyfikacji na największą liczbę tychże. Tym samym wyrównał rekord Willa Greenwooda (2001) i Shane'a Williamsa (2008). Jednocześnie został drugim w historii i pierwszym od 97 lat Anglikiem (poprzednim był Ronnie Poulton w 1914 r.), który zdobył 4 przyłożenia w jednym meczu Pucharu. W sierpniu znalazł się w składzie reprezentacji Anglii na Puchar Świata, który miał odbyć się w Nowej Zelandii. W czasie turnieju Ashton zdobył sześć przyłożeń (dwa z Gruzją, trzy z Rumunią i jedno ze Szkocją), co było najlepszym – na równi z Francuzem Vincentem Clerkiem – wynikiem podczas tej imprezy. Pomimo tego, Anglicy odpadli już w ćwierćfinale.
Kolejny rok reprezentacyjny był dla Ashtona jednak mniej udany, gdyż jedyne przyłożenia jakie zdobył, przypadły na nieoficjalny mecz z Barbarians. Nie udało mu się natomiast powiększyć zdobyczy punktowej w żadnym z pięciu spotkań Pucharu Sześciu Narodów, jak też w letnich i jesiennych meczach międzynarodowych. Przełamanie przyniósł dopiero ostatni w roku mecz z All Blacks, gdzie Ashton zdobył przyłożenie po podaniu Manu Tuilagi, zaś Anglicy niespodziewanie pokonali rywali w stosunku 38–21.

## Wyróżnienia
- Zawodnik sezonu 2006 w Wigan Warriors[17]
- Zawodnik sezonu 2009/2010 w Premiership[2][19]
- Przyłożenie sezonu 2009/2010 według Rugby Players' Association (RPA)[2]
- Przyłożenie roku 2010 według International Rugby Players' Association (IRPA)[25]

## Życie osobiste
Brat Chrisa – David – grał w rugby league w Swinton Lions, zaś ich ojciec Kevin w rugby union w Wigan R.U.F.C.. Dziadek reprezentanta Anglii uprawiał natomiast futbol gaelicki.